# Wang Zhen
Wang Zhen (chino: 王震; pinyin: Wáng Zhèn); (Liuyang, 11 de abril de 1908 - Cantón, 12 de marzo de 1993) fue un político chino, uno de los Ocho Inmortales del Partido Comunista de China. 

## Biografía
Como la mayoría de los líderes comunistas chinos, Wang fue un comando en su juventud. Durante la Segunda Guerra Mundial, cuando la base comunista en el noroeste de China fue cercada por las fuerzas de Kuomintang bajo el comando de Hu Zongnan, Wang Zhen ganó fama en el comando de brigada de la 359na Brigada por su éxito al convertir la tierra eriaza de Nanniwan en terrenos productivos, y su producción agrícola no sólo sirvió para el sostenimiento de la propia brigada, sino con una substancial sobreproducción para sostener otras partes de la base comunista. Este éxito fue posteriormente alabado por los comunistas como ejemplo de autoabastecimiento.
Fue Vicepresidente del Comité Nacional de la Conferencia Consultiva Política del Pueblo Chino y considerado como uno de los Ocho Inmortales del Partido Comunista de China. Fue también Vicepresidente de la República Popular China desde 1988 a 1993 en el periodo del Presidente Yang Shangkun.
Wang Zhen falleció el 12 de marzo de 1993, siendo sus últimas palabras; "Visitaría a Marx, y me reportaría al Presidente Mao, al Comandante en Jefe Zhu, y al Premier Zhou", las tres personas a quien él fue el más leal, además de Deng Xiaoping, quien estaba aún vivo. Las últimas palabras escritas que Wang Zhen dejó fueron: "¡Saludo al Partido (Comunista Chino)! ¡Saludo al Pueblo (Chino)! ¡Saludo al Ejército Popular de Liberación!"